# Masacre de Marikana
La masacre en Marikana, en la provincia Noroeste de Sudáfrica, Marikana (Rustenburg), a 100 km de Johannesburgo, el día 16 de agosto de 2012, fue un enfrentamiento entre  mineros de la empresa minera Lonmin Platinum y la policía, dejando un saldo de 34 muertos y 250 heridos.

## Historia
El viernes 10 de agosto, comenzaron las protesta, mediante una huelga, reclamando mejores condiciones laborales y salariales.
El domingo 12 de agosto se produjeron enfrentamientos entre manifestantes de distintos sindicatos (mineros y construcción), dejando un saldo de 10 muertos.
El jueves 16 de agosto de 2012, la policía reprimió a los manifestantes con municiones, dejando un saldo de 34 muertos.